# 9817 Thersander
9817 Thersander (6540 P-L) là một trojan của Sao Mộc được phát hiện ngày 24 tháng 9 năm 1960 bởi C. J. van Houten và I. van Houten-Groeneveld at Palomar.